# 바나나컬쳐 엔터테인먼트의 음반
이 문서는 바나나컬쳐 엔터테인먼트에서 발매한 음반 목록이다. 전신인 예당 엔터테인먼트하고 같이 넣을 수도 있다.

## 1990년대 ~ 2000년대
- 1990년 3월 1일 양수경 - 사랑은 창밖에 빗물같아요
- 1991년 11월 ?일 양수경 - Asiandream
- 1992년 ?월 ?일 양수경 - 양수경 골든
- 1992년 8월 25일 양수경 - 양수경 베스트
- 1992년 9월 15일 양수경 - 알 수 없는 이별/한번 더 생각...
- 1993년 ?월 ?일 양수경 - 잊어야 할 때
- 1994년 8월 ?일 양수경 - 양수경 Vol.7
- 1995년 ?월 ?일 김성재 - 말하자면(레이블)
- 1996년 10월 ?일 양수경 - Blue Wedding
- 1999년 5월 14일 양수경 - 후애(後愛)

## 2010년대
- 2011년 4월 6일 라니아 - Teddy Riley,The First Expansion In Asia
- 2011년 6월 13일 라니아 - [Digital Single] 가면무도회
- 2011년 8월 9일 임재범 - [Digital Single] Share The Vision
- 2011년 8월 29일 임재범 - 통증 OST[1]
- 2011년 9월 19일 임재범 - [Digital Single] 날이 갈수록
- 2011년 9월 29일 알리 - [Digital Single] 뭐 이런 게 다 있어
- 2011년 10월 2일 임재범 - [Digital Single] `바람에 실려` 프로젝트 Part.1
- 2011년 10월 16일 임재범 - [Digital Single] `바람에 실려` 프로젝트 Part.3
- 2011년 10월 30일 임재범 - [Digital Single] `바람에 실려` 프로젝트 Part.4
- 2011년 11월 3일 더블에이 - [Digital Single] 미쳐서 그래
- 2011년 11월 13일 임재범 - [Digital Single] `바람에 실려` 프로젝트 Part.6
- 2011년 11월 17일 라니아 - Time To Rock Da Show
- 2011년 11월 20일 임재범 - [Digital Single] `바람에 실려` 프로젝트 Part.7
- 2011년 12월 8일 임재범 - 풀이 (Free)
- 2011년 12월 13일 알리 - SOUL-RI:영혼이 있는 마을
- 2012년 1월 27일 알리 - ALi 불후의 명곡
- 2012년 3월 29일 임재범 - 적도의 남자 OST Part.1
- 2012년 6월 18일 국카스텐 - [Digital Single] 몽타주
- 2012년 7월 11일 임재범 - TO...
- 2012년 7월 19일 씨클라운 - Not Alone
- 2012년 9월 21일 라니아 - [Digital Single] STYLE
- 2012년 11월 13일 세시봉친구들 - 세시봉친구들 공연실황
- 2012년 11월 15일 씨클라운 - Young Love
- 2012년 12월 27일 국카스텐 - Time After Time Selection
- 2013년 1월 11일 알리 - [DIgital Single] 이기적이야
- 2013년 1월 30일 알리 - 지우개
- 2013년 2월 26일 알리 - [Digital Single] 비 내리는 고모령
- 2013년 3월 7일 더블에이 - [Digital Single] 뒹굴뒹굴
- 2013년 3월 8일 라니아 - Just Go
- 2013년 3월 27일 더블에이 - Come Back
- 2013년 4월 2일 씨클라운,알리 - [Digital Single] 그땐 그랬지
- 2013년 4월 8일 임재범 - 장옥정, 사랑에 살다 OST Part.1
- 2013년 4월 18일 씨클라운 - 흔들리고 있어
- 2013년 7월 25일 더블에이 - [Digital Single] 새벽택시 (Midnight Taxi)
- 2013년 8월 19일 더블에이 - [Digital Single] 오케바리 (OK ABOUT IT)
- 2013년 12월 23일 임재범,알리 - [Digital Single] I Love You
- 2014년 1월 6일 씨클라운 - [Digital Single] 말해줘
- 2014년 1월 29일 임재범 - 감격시대:투신의 탄생 OST Part.1
- 2014년 2월 13일 씨클라운 - [Digital Single] 암행어사
- 2014년 2월 14일 알리 - [Digital Single] 서약
- 2014년 3월 19일 알리 - [Digital Single] 나 때문에
- 2014년 4월 14일 알리 - [Digital Single] 자꾸 눈물이 납니다
- 2014년 6월 5일 알리 - [Digital Single] What Is Luv
- 2014년 7월 8일 씨클라운 - 나랑만나
- 2014년 7월 15일 알리 - [Digital Single] 여자가 먼저
- 2014년 8월 27일 EXID - [Digital Single] 위아래
- 2015년 4월 13일 EXID - Ah Yeah
- 2015년 5월 28일 솔지, 웰던 포테이토 - [Digital Single] 잘해주지 말걸 그랬어
- 2015년 6월 11일 레어 포테이토 - [Digital Single] 꾀병
- 2015년 6월 24일 하니 - [Digital Single] 빈틈[2]
- 2015년 6월 30일 성은 - [Digital Single] 해줘요
- 2015년 11월 18일 EXID - [Digital Single] Hot Pink
- 2015년 12월 10일 솔지 - [Digital Single] 돈 워리 뮤직 Vol.1[3]
- 2016년 3월 3일 솔지,하니 - [Digital Single] Only One
- 2016년 4월 8일 솔지 - [Digital Single] 듀엣가요제 1회[4]
- 2016년 6월 1일 EXID - STREET
- 2016년 7월 20일 LE - [Digital Single] Merry Summer[5]
- 2016년 10월 13일 혜린 - [Digital Single] 이달의 행사왕[6]
- 2016년 11월 14일 솔지 - 우리집에 사는 남자 OST Track.5
- 2017년 1월 19일 하니 - [Digital Single] Honey Bee[7]
- 2017년 3월 5일 레어 포테이토 - [Digital Single] 별밤
- 2017년 4월 10일 EXID - Eclipse
- 2017년 8월 28일 TREI - [Digital Single] UP
- 2017년 10월 20일 솔지 - 마녀의 법정 OST Part.1
- 2017년 10월 29일 TREI - [Digital Single] 믹스나인 Part.1
- 2017년 11월 7일 EXID - Full Moon
- 2017년 11월 19일 TREI - [Digital Single] 믹스나인 Part.3
- 2017년 12월 30일 하니,솔지 - 돈꽃 OST Part.2
- 2018년 1월 14일 이재준 - [Digital Single] 믹스나인 Part.5
- 2018년 1월 15일 EXID - [Digital Single] [Re:flower] PROJECT #1
- 2018년 1월 27일 이재준 - [Digital Single] 믹스나인 Part.6
- 2018년 2월 12일 EXID - [Digital Single] [Re:flower] PROJECT #2
- 2018년 2월 23일 신지수 - [Digital Single] 그대만 있다면
- 2018년 4월 2일 EXID - [Digital Single] 내일해
- 2018년 4월 9일 EXID - [Digital Single] 투유 프로젝트 - 슈가맨2 Part.12[8]
- 2018년 5월 10일 김나영, 김다혜 - [Digital Single] 내꺼야 (Pick Me)[9]
- 2018년 5월 17일 TREI - [Digital Single] NIKE
- 2018년 5월 21일 EXID - [Digital Single] [Re:flower] PROJECT #3
- 2018년 6월 18일 EXID - [Digital Single] [Re:flower] PROJECT #4
- 2018년 7월 16일 EXID - [Digital Single] [Re:flower] PROJECT #5
- 2018년 8월 22일 EXID - [Japan] UP&DOWN
- 2018년 11월 21일 EXID - [Digital Single] 알러뷰
- 2018년 11월 28일 신지수 - [Digital Single] Eden_Stardust.07[10]
- 2019년 1월 23일 EXID - [Japan Digital Single] TROUBLE
- 2019년 2월 19일 TREI - BORN;本
- 2019년 4월 3일 EXID - [Japan] TROUBLE
- 2019년 5월 15일 EXID - WE
- 2019년 6월 3일 솔지 - 퍼퓸 OST Part.1
- 2019년 7월 9일 김준태 - 퍼퓸 OST Part.11
- 2019년 12월 25일 솔지 - 하자있는 인간들 OST Part.5

## 2020년 ~ 2022년
- 2020년 1월 8일 EXID - [Japan Digital Single] Bad Girl For You
- 2020년 1월 18일 솔지 - [Digital Single] 투유 프로젝트 - 슈가맨3 Part.6[11]